# 中共江苏省委办公厅
中国共产党江苏省委员会办公厅，简称中共江苏省委办公厅，是中国共产党江苏省委员会的一个直属工作机构。
1952年11月1日，中国共产党江苏省委员会正式发出“省委业已成立”的通知，在南京市西康路33号的美国驻中华民国大使馆旧址（现为西康宾馆）开始办公。办公厅集中在西康路33号前院的主楼。省委委员欧阳惠林任办公厅秘书长。

## 主要职责
协助江苏省委领导人处理省委日常工作。

## 机构设置
厅机关内设机构：秘书处、省委总值班室、综合处、经济处、农村处、省委督查室、信息处、党刊处、干部人事处（机关党委）、法规和政法处、党群处、宣传科教处、机要交通处、接待处、财务处、行政处、技术室、老干部处、后勤服务中心
代管二级局：省委机要局、省国家保密局、省档案局、省信访局
直属事业单位：东郊国宾馆、西康宾馆、印刷厂

## 历任主任
1. 欧阳惠林（1952年11月1日——？，秘书长[1]）